# Maaraue

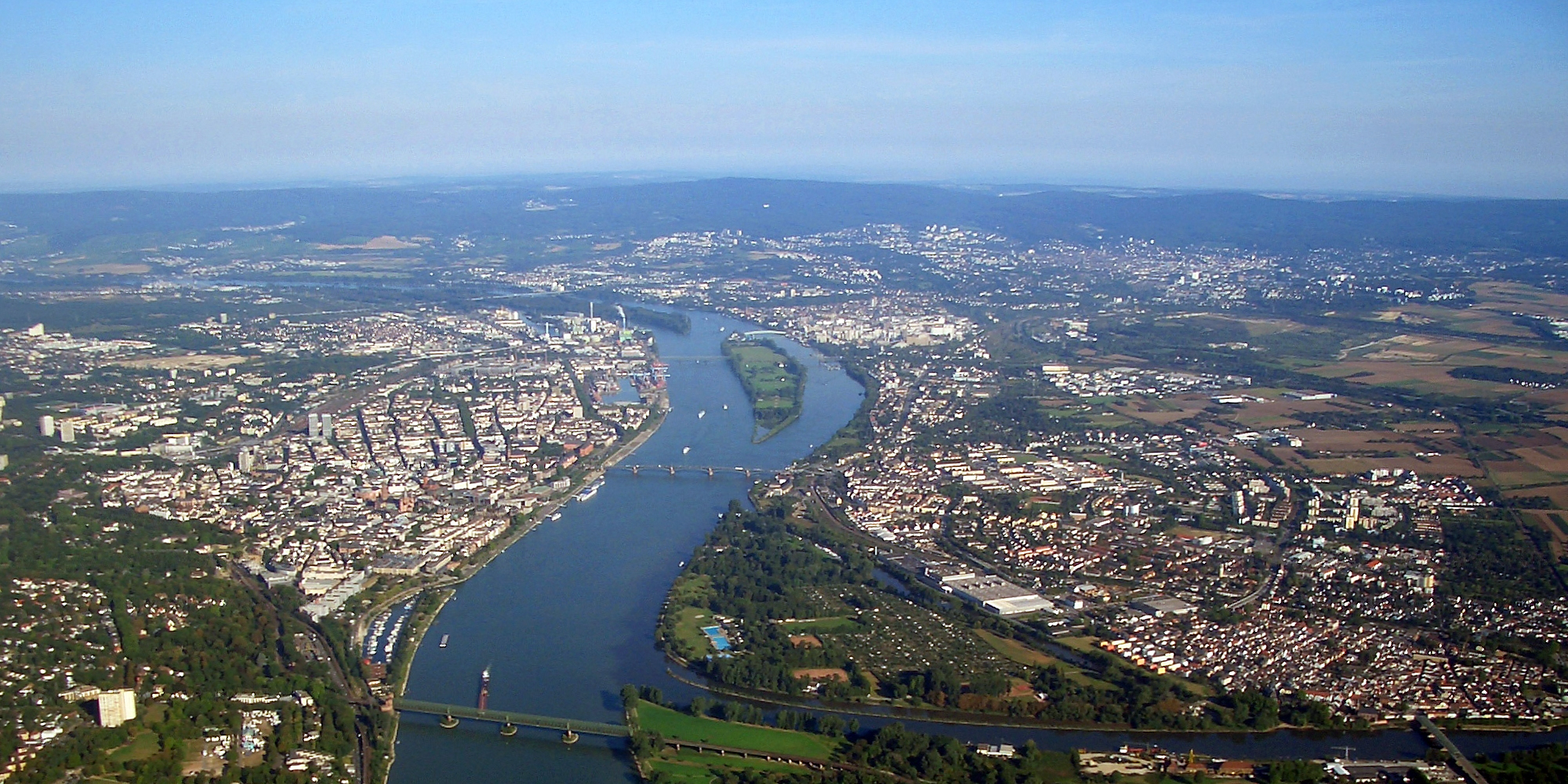
Rhein mit Mainmündung, Maaraue im Vordergrund rechts

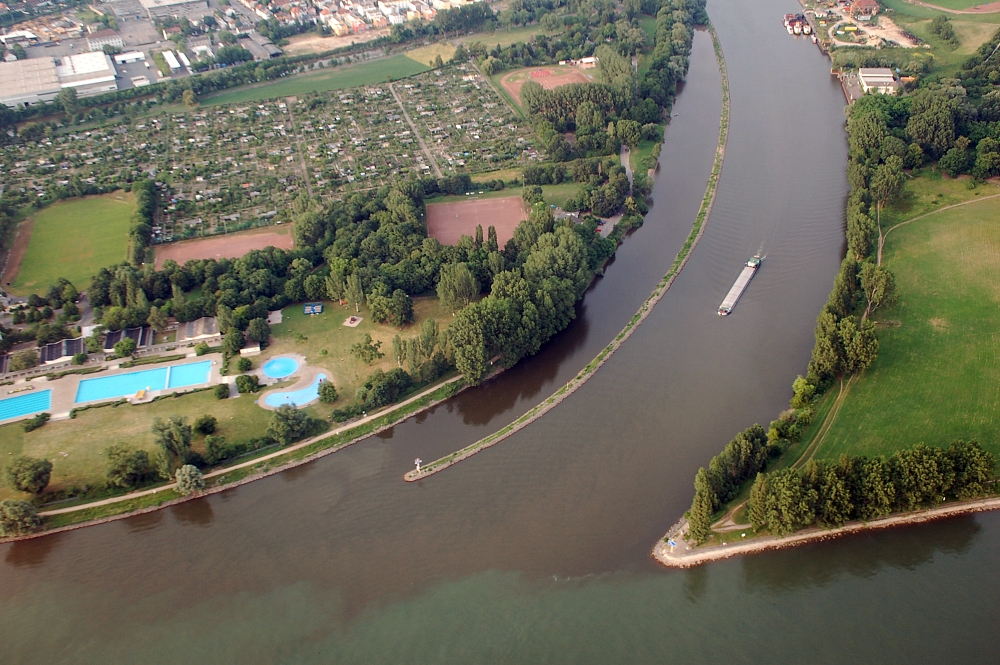
Mainmündung, links die Maaraue, rechts die Mainspitze

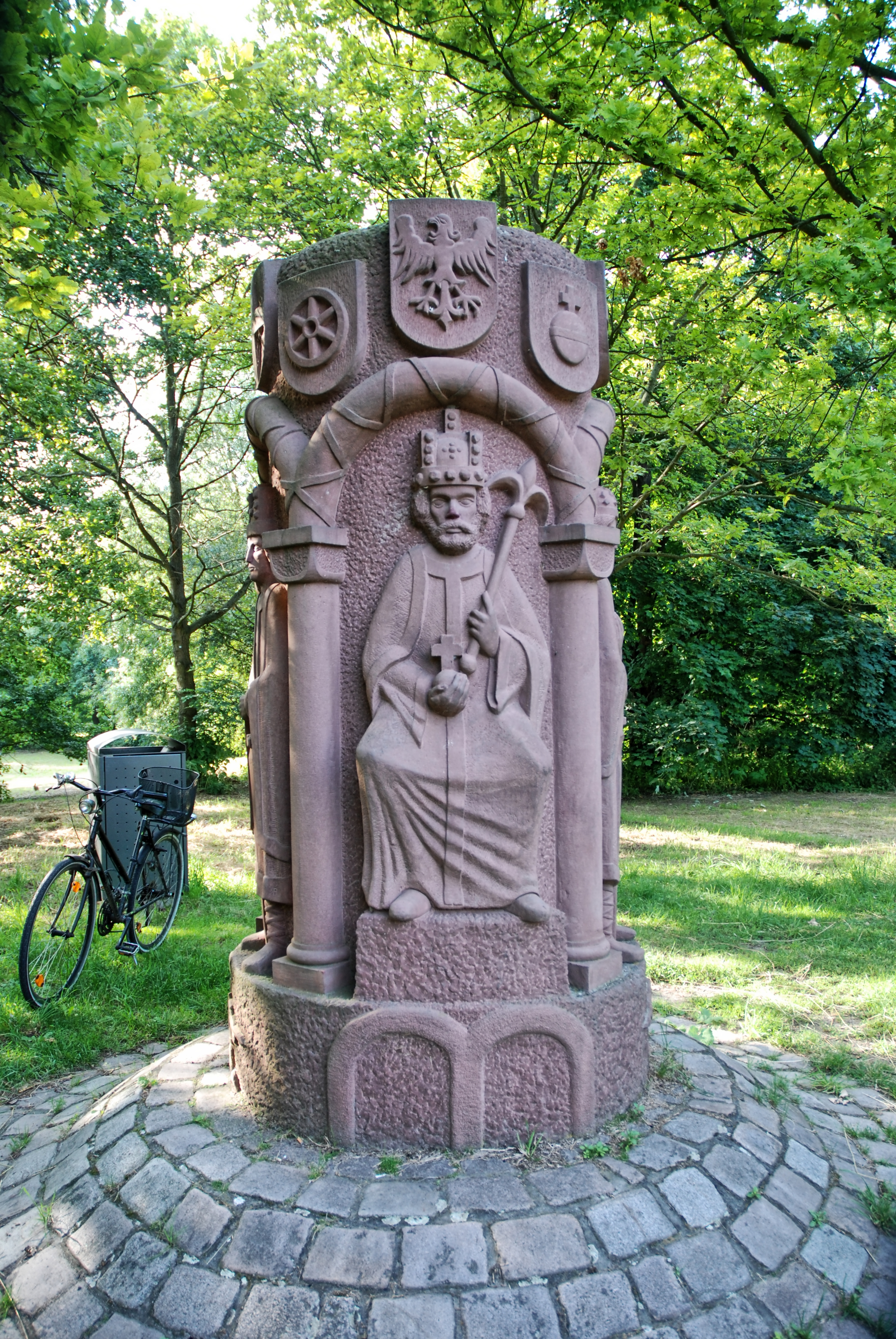
Barbarossa-Säule (1984) von Erwin Mosen

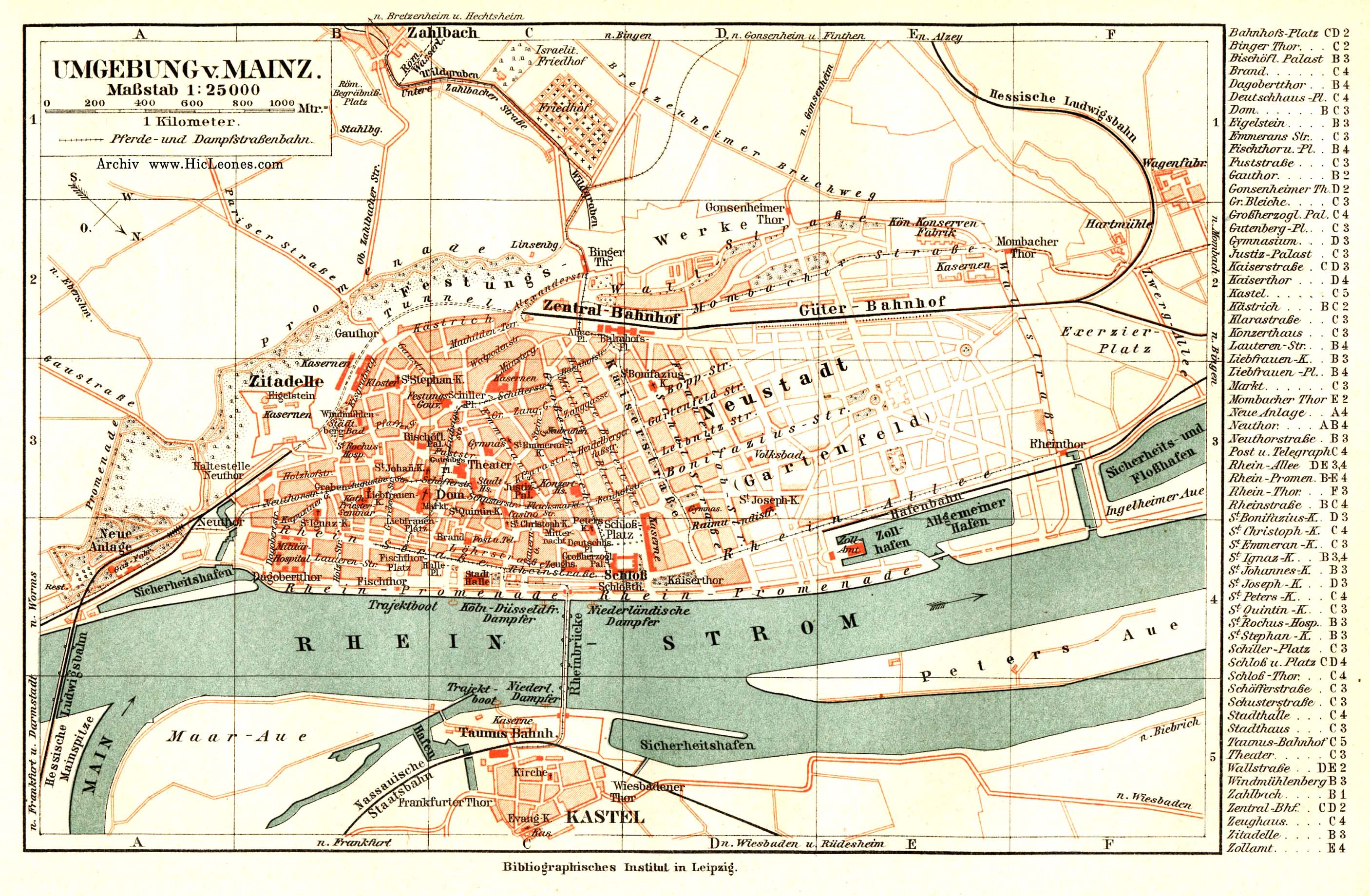
Auf dem Mainzer Stadtplan von 1898 ist die Maaraue (unten links) nicht mehr als Insel zu erkennen

Die Maaraue ist eine Halbinsel an der Mündung des Mains in den Rhein. Sie gehört seit einer Umgemarkung Mitte der 1990er vollständig zum Wiesbadener Stadtteil Mainz-Kostheim.
Größere Bedeutung hatte die Maaraue zu den Hochzeiten der Flößerei auf dem Main; daher heißt der Arm, der die Maaraue vom „Festland“ trennt, noch heute Floßhafen oder Lache. In diesem Floßhafen konnten die Flößer durch die geringere Strömung ungefährdet anlegen.
Nach der Einstellung der Flößerei wurde der Durchfluss aus dem Main kommend so verändert, dass nur noch bei Hochwasser die Maaraue zur echten Insel wird, während bei normalen Wasserständen ein Abschnitt von gut 100 Metern regelmäßig trocken liegt und eine feste Landverbindung bildet. Der noch wasserführende Teil des Floßhafens bildet heute einen Hafen für die Boote der Wasserschutzpolizeistation Wiesbaden sowie für Freizeitschiffe, zudem dient er als Trainingsgelände für Ruderer. Welche Bedeutung dem Floßhafen aber einst zukam, wird daran deutlich, dass es heute extrem schwierig ist festzustellen, wer sich an den Kosten für die Beseitigung des hochgradig kontaminierten Schlammes aus dem Floßhafen beteiligen muss und wer entsprechende Aufträge vergeben darf, da sich hier viele Zuständigkeiten und Besitzrechte überschneiden. Neben den unmittelbaren Anliegern Stadt Wiesbaden und Land Hessen sind hier u. a. auch der Bund über die Wasser- und Schifffahrtsdirektion beteiligt, ältere Einwohner berichten auch von bayerischen Rechten am Floßhafen.
Der römisch-deutsche Kaiser Friedrich Barbarossa hielt auf der Maaraue zu Pfingsten 1184 einen großen Hoftag ab, der als Mainzer Hoftag bekannt wurde. Dieses Fest galt nach der sächsischen Weltchronik als die größte und prachtvollste Veranstaltung dieser Art in deutschen Landen. Zwei seiner Söhne wurden hier in den Ritterstand aufgenommen. Nach dem Hennegauer Kanzler Gislebert von Mons nahmen 70.000 Gäste, darunter Könige und Herzöge, daran teil. Allerdings schwanken die Angaben über die Teilnehmerzahlen stark: Die sächsische Weltchronik spricht von 40.000 Rittern, die Marbacher Annalen nennen siebzig Reichsfürsten mit ihrem Gefolge. Eine Sandsteinsäule von Erwin Mosen erinnert seit dem 800-jährigen Jubiläum 1984 an diesen bedeutenden Tag.
An der nördlichen Spitze der Maaraue befindet sich eine Station der hessischen Wasserschutzpolizei. Die Maaraue ist heute überwiegend ein Erholungsgebiet, auf dem sich u. a. ein Campingplatz und ein Freibad befinden; eine größere Wiese ist für Grillveranstaltungen freigegeben. Außerdem beheimatet die Maaraue die Sportanlagen des TV Kostheim und der Fußballvereine Kostheim 05 und Kostheim 12 sowie eine größere Kleingartenanlage. Mit einer Bootswerft für Sportboote, die zur Rheinseite über eine Hellingsanlage verfügt, befindet sich ein letzter Gewerbebetrieb auf der Maaraue.
Die Maaraue ist Bestandteil des Dreibrückenweges (Theodor-Heuss-Brücke, Kostheimer Brücke und Südbrücke), den die Mainzer gerne gehen. Aus der Zeit der Festung Mainz existiert noch ein Fort, die Rheinschanze, in der sich heute Gastronomie befindet. Das Klärwerk Kostheim an der Südspitze der Aue wurde nach der Betriebseinstellung Bestandteil der Route der Industriekultur Rhein-Main.